# Anton Matković
Anton Matković (Slavonski Brod, 19. veljače 2006.) hrvatski je nogometaš koji igra na poziciji napadača za Osijek.

## Klupska karijera
Matković je karijeru započeo u manjim klubovima iz rodnog grada – Budainka-Kolonija i Željezničar Slavonski Brod. Naknadno se pridružio akademiji Marsonije u dobi od 10 godina, gdje je ostao 6 sezona, prije nego što je preselio u Osijek u kolovozu 2022. Dana 8. studenog 2023. debitirao je za Osijek u HNL-u kao zamjena u utakmici protiv splitskog Hajduka. Dana 25. studenog 2023. zabio je svoj prvi seniorski gol, ušavši s klupe i zabio Dinamu.

## Reprezentativna karijera
Matković je predstavljao Hrvatsku na razinama do 17, 19 i 21 godine.